# Pompeo Colonna
Pompeo Colonna, född 12 maj 1479 i Rom, död 28 juni 1532 i Neapel, var en italiensk kardinal och ärkebiskop. Han var brorson till Prospero Colonna.
Colonna blev 1508 biskop av Rieti och 1517 kardinalpräst med Santi XII Apostoli som titelkyrka. År 1524 blev han kardinalpräst av San Lorenzo in Damaso. Efter att som ledare för Karl V:s anhängare i kardinalkollegiet ha gjort denne betydande tjänster utnämndes Colonna 1529 till vicekung i Neapel och blev 1531 ärkebiskop av Monreale.
Colonna var även en framstående skald; bland hans verk märks De laudibus mulierum, som skrevs för att hylla släktingen Vittoria Colonna.